# Matilde Camus
Matilde Camus, vlastním jménem Aurora Matilde Gómez Camus (* 26. září 1919, Santander, Španělsko – 28. dubna 2012, tamtéž), byla španělská básnířka.

## Poezie
- Voces (1969).
- Vuelo de estrellas (1969).
- Manantial de amor (1972).
- Bestiario poético (1973).
- Templo del Alba (1974).
- Siempre amor (1976).
- Cancionero de Liébana (1977).
- Corcel en el tiempo (1979).
- Perfiles (1980).
- He seguido tus huellas (1981).
- Testigo de tu marcha (1981).
- Testimonio (1982).
- La preocupación de Miguel Ángel (1982).
- Tierra de palabras (1983).
- Coral montesino (1983).
- Raíz del recuerdo (1984).
- Cristales como enigmas (1985).
- Sin teclado de fiebre (1986).
- Santander en mi sentir (1989).
- Sin alcanzar la luz (1989).
- El color de mi cristal (1990).
- Tierra de mi Cantabria (1991).
- Amor dorado (1993).
- Ronda de azules (1994).
- Vuelo de la mente (1995).
- Reflexiones a medianoche (1996).
- Mundo interior (1997).
- Fuerza creativa (1998).
- Clamor del pensamiento (1999).
- Cancionero multicolor (1999).
- La estrellita Giroldina (1999).
- Prisma de emociones (2000).
- Vivir, soñar, sentir (2005).
- Cancionero de Liébana (2006).
- Motivos alicantinos.